# Struve földmérő vonal
A Struve földmérő vonal háromszögelési pontokból álló, 2820 kilométer hosszan húzódó vonal a norvégiai Hammerfesttől a Fekete-tengerig. A háromszögelési pontokat Friedrich Georg Wilhelm von Struve csillagász állíttatta fel 1816 és 1855 között. Az eredeti vonal 265 pontból áll, ezek közül  2005-ben 34-et vettek fel a világörökség listájára. A felvételt tíz ország (Norvégia, Svédország, Finnország, Oroszország, Észtország, Litvánia, Lettország, Fehéroroszország, Moldova és Ukrajna) együtt kérte.

## A földmérő vonal keletkezése
A földmérő vonal az 1800-as években keletkezett Friedrich Georg Wilhelm von Struve német csillagász munkájának eredményeként.
A Földről már az ókorban is tudták, hogy gömb alakú. Isaac Newton a 17. században utalt rá, hogy ez a gömb a „sarkoknál” kissé lapos. A következő évszázadban Lappföldre és Peruba küldött kutatócsoportok bebizonyították e teória helyességét.
Struve elhatározta, hogy háromszögelési technikával pontosan meghatározza a Föld nagyságát és formáját.
A mérési munkálatokat 1816-ban kezdték el és majdnem negyven évvel később, 1855-ben fejezték be. A földmérő vonal a Fekete-tengertől a Jeges-tengerig terjed, 2820 km-en keresztül tíz országon át ível, 258 fő háromszögből és 265 pontból áll.
A pontok közül a 34 legjobb állapotút, valamint a kultúrtörténeti szempontból legértékesebbeket választották ki védelem alá helyezendőnek. A vonal legészakibb pontja Norvégiában, Hammerfest közelében van, a legdélibb pedig Ukrajnában a Fekete-tenger partján található.
Struve és csapata mérési technikaként háromszögelést és csillagászati helymeghatározást használt. A mérések kimutatták, hogy 1 meridiánfokhoz tartozó ív hosszúsága a Fekete-tengernél kb. 400 méterrel hosszabb, mint a Jeges-tengernél.
A Struve vonal mérési eredményei meglepően pontosak még mai szemmel nézve is. Az alapos, jó minőségű eredményeket több tudományos munkához is felhasználták, a későbbiekben pedig példaként szolgált a háromszögelés-technikában. Az érintett országokban jó alapot szolgáltatott az ezt követő térképészeti felmérésekhez. Finnországban az északi és déli háromszögelő-vonalakat a Struve földmérő vonal kötötte össze egészen az 1960-as évekig.
Az egész munkafolyamatról kivételes pontosságú leírás készült. Struve 1860-ban jelentette meg munkáját (Arc du méridien de 25° 20' entre le Danube et la Mer Glaciale mésure depuis 1816 jusqu'en 1855, 3 vol. and diagrams, St. Petersburg).

## Mérőpontok
A mérési pontok általában a mérési munka során a sziklába vagy a kőbe fúrt lyukak. Habár minden pontot nem jelöltek meg fennmaradó módon, a hiányzó pontok visszakereshetők a koordináták segítségével.
A világörökségek listáján általában szereplő helyszínekhez képest a Struve földmérő vonal természeténél fogva különleges. A vonal láthatatlanul köt egymáshoz tíz országot. A védelmet minimális esetben néhány négyzetméternyi terület védelme jelenti, így a műszaki és jogi kérdések könnyen kezelhetők. A védelem alá helyezés anyagi vonzata szintén csekély, mivel a mérőpontok általában elhagyatott, magasan fekvő területen találhatók.

## A háromszögméréstől a műholdig
A műholdas földmérés előtt a méréseket mérőpontok által meghatározott háromszöghálózat segítségével végezték. A hálózatban szereplő háromszögek pontos oldalhosszainak meghatározásához még egy vagy több alapvonal nagyon pontos kimérésére is szükség volt. Az ehhez tartozó távolságméréseket Struve idejében mérőrudakkal, később, egészen az 1960-as évekig mérőszalagokkal végezték, amikor a távolságmérő műszerek használata került előtérbe.
A földmérővonal születésekor még csak két országon – Oroszországon és Svédországon – keresztül haladt át, ma ugyanezen a területen tíz ország található: Norvégia, Svédország, Finnország, Oroszország, Észtország, Lettország, Litvánia, Fehéroroszország, Moldova és Ukrajna. Ezek az országok 1993 óta közösen dolgoznak a földmérő vonal védelmén és a mérőpontok rendbehozatalán. A Struve földmérő vonal az első ilyen sok országot érintő világörökség.

## A védelem alatt álló pontok

A Struve földmérő vonal (pirossal jelölve a 34 védelem alatt álló pont)

### Norvégia
- Fuglenes (é. sz. 70° 40′ 12″, k. h. 23° 39′ 48″70.670000°N 23.663333°EFuglenes, Hammerfest)
- Lille-Reipas (é. sz. 69° 56′ 19″, k. h. 23° 21′ 37″69.938611°N 23.360278°ELille-Reipas, Unna Ráipásaš; Alta)
- Lodiken (é. sz. 69° 39′ 52″, k. h. 23° 36′ 08″69.664444°N 23.602222°ELodiken, Luvdiidcohkka; Kautokeino)
- Baelljasvarri (é. sz. 69° 01′ 43″, k. h. 23° 18′ 19″69.028611°N 23.305278°EBaelljasvarri, Bealjášvárri; Kautokeino)

### Svédország
- Tynnyrilaki (é. sz. 68° 15′ 18″, k. h. 22° 58′ 59″68.255000°N 22.983056°ETynnyrilaki, Kiruna)
- Jupukka (é. sz. 67° 16′ 36″, k. h. 23° 14′ 35″67.276667°N 23.243056°EJupukka, Pajala)
- Pullinki (é. sz. 66° 38′ 47″, k. h. 23° 46′ 55″66.646389°N 23.781944°EPullinki, Övertorneå)
- Perävaara (é. sz. 66° 01′ 05″, k. h. 23° 55′ 21″66.018056°N 23.922500°EPerävaara, Haparanda)

### Finnország
- Stuor-Oivi (é. sz. 68° 40′ 57″, k. h. 22° 44′ 45″68.682500°N 22.745833°EStuor-Oivi, Enontekiö)
- Aavasaksa (é. sz. 66° 23′ 52″, k. h. 23° 43′ 31″66.397778°N 23.725278°EAavasaksa, Ylitornio)
- Alatornio temploma (é. sz. 65° 49′ 48″, k. h. 24° 09′ 26″65.830000°N 24.157222°EKirche von Alatornio, Tornio)
- Oravivuori (é. sz. 61° 55′ 36″, k. h. 25° 32′ 01″61.926667°N 25.533611°EOravivuori, Korpilahti)
- Tornikallio (é. sz. 60° 42′ 17″, k. h. 26° 00′ 12″60.704722°N 26.003333°ETornikallio, Lapinjärvi)
- Mustaviiri (é. sz. 60° 16′ 35″, k. h. 26° 36′ 12″60.276389°N 26.603333°EMustaviiri, Pyhtää)

### Oroszország
- Mäki-päälys (é. sz. 60° 04′ 27″, k. h. 26° 58′ 11″60.074167°N 26.969722°EMäki-päälys, Gogland sziget, Kingiszeppi járás)
- Gogland, Z (é. sz. 60° 05′ 07″, k. h. 26° 57′ 40″60.085278°N 26.961111°EGogland, Z, Kingiszeppi járás)

### Észtország
- Woibifer (é. sz. 59° 03′ 28″, k. h. 26° 20′ 16″59.057778°N 26.337778°EWoibifer, Avanduse)
- Katko (é. sz. 59° 02′ 54″, k. h. 26° 24′ 51″59.048333°N 26.414167°EKatko, Avanduse)
- Tartui csillagda (é. sz. 58° 22′ 44″, k. h. 26° 43′ 12″58.378889°N 26.720000°ETartu Observatorium, Tartu)

### Lettország
- Ziestu-Kalns (é. sz. 56° 50′ 24″, k. h. 25° 38′ 12″56.840000°N 25.636667°ESestu-Kalns, Sausneja)
- Jēkabpils (é. sz. 56° 30′ 05″, k. h. 25° 51′ 24″56.501389°N 25.856667°EJakobstadt, Jēkabpils)

### Litvánia
- Gireišiai (é. sz. 55° 54′ 09″, k. h. 25° 26′ 12″55.902500°N 25.436667°EKarischki, Panemunėlis)
- Meškonys (é. sz. 54° 55′ 51″, k. h. 25° 19′ 00″54.930833°N 25.316667°EMeschkanzi, Nemenčinė)
- Beresnäki (é. sz. 54° 38′ 04″, k. h. 25° 25′ 45″54.634444°N 25.429167°EBeresnäki, Nemėžis)

### Fehéroroszország
- Cjupiski (é. sz. 54° 17′ 30″, k. h. 26° 02′ 43″54.291667°N 26.045278°ETupischki, Asmjani járás)
- Lapati (é. sz. 53° 33′ 38″, k. h. 24° 52′ 11″53.560556°N 24.869722°ELopati, Scsucsini járás)
- Aszavnyica (é. sz. 52° 17′ 22″, k. h. 25° 38′ 58″52.289444°N 25.649444°EOssownitza, Ivanavai járás)
- Scsakock (é. sz. 52° 12′ 28″, k. h. 25° 33′ 23″52.207778°N 25.556389°ETchekuzk, Ivanavai járás)
- Ljaszkovicsi (é. sz. 52° 09′ 39″, k. h. 25° 34′ 17″52.160833°N 25.571389°ELeskowitschi, Ivanavai járás)

### Ukrajna
- Katerinovka (é. sz. 49° 33′ 57″, k. h. 26° 45′ 22″49.565833°N 26.756111°EKaterinowka, Katerinyivka)
- Felstin (é. sz. 49° 19′ 48″, k. h. 26° 40′ 55″49.330000°N 26.681944°EFeltschin, Hvargyijszke)
- Baranyivka (é. sz. 49° 08′ 55″, k. h. 26° 59′ 30″49.148611°N 26.991667°EBaranowka, Baranyivka)
- Sztara Nekraszivka (é. sz. 45° 19′ 54″, k. h. 28° 55′ 41″45.331667°N 28.928056°EStaro-Nekrassowka, Nekraszivka)

### Moldova
- Rudi (é. sz. 48° 19′ 08″, k. h. 27° 52′ 36″48.318889°N 27.876667°ERudi, Rudi)

## Érdekesség
Jules Verne Három orosz és három angol kalandjai regényében az egyik főszereplő alakját Friedrich Georg Wilhelm von Struvéról mintázta, a földmérés fejlődését is bemutató regényben a Struve földmérő vonalról számos említést tesz.